# محوطه چریه
محوطه چریه مربوط به هزاره اول قبل از میلاد - سده‌های میانه دوران‌های تاریخی پس از اسلام است و در شهرستان رودبار، بخش مرکزی شهرستان رودبار، دهستان رستم‌آباد جنوبی، روستای چریه واقع شده و این اثر در تاریخ ۷ اسفند ۱۳۸۶ با شمارهٔ ثبت ۲۱۵۲۸ به‌عنوان یکی از آثار ملی ایران به ثبت رسیده است.